# Klaus-Jürgen Schneider
Klaus-Jürgen Schneider (* 18. Dezember 1930 in Güstrow; † 21. Februar 2015 in Karlsruhe) war ein deutscher Bauingenieur und Verleger.

## Leben und Wirken
Nach seinem Abitur in Güstrow studierte Klaus-Jürgen Schneider an der TU Berlin Bauingenieurwesen und war dort als Diplomingenieur zusammen mit Jörg Schlaich am von Alfred Teichmann (1902–1971) geleiteten Lehrstuhl für Statik der Baukonstruktionen als Assistent tätig. Zu dieser Zeit begann er seine vielfältigen Kontakte für seine spätere Tätigkeit als Autor, Herausgeber, Lektor und später als Verleger zu knüpfen. An der Ingenieurschule für Bauwesen in Minden setzte er sich zunächst für die Fort- und Weiterbildungsveranstaltungen in der Praxis des Bauwesens ein und aktivierte dazu fast alle Kollegen. Im Zuge dieser Arbeit motivierte Schneider die Kollegen, Bücher im Taschenbuchformat auf ihrem jeweiligen Fachgebiet zu schreiben. Daraus entstand die WIT-Reihe (Werner-Ingenieur-Texte) mit rotem Einband. Deutschlandweit bekannt und zu nennen sind hier Erwin Schwedas (1932–2015) „Festigkeitslehre“ und Eduard Kahlmeyers „Stahlbau“, seine eigenen Veröffentlichungen über Mauerwerksbau und viele weitere der insgesamt fast 90 Bücher zur Tragwerkslehre, Massivbau, Architektur und anderen Fächern. Diese Bücher waren in jeder Lehranstalt, auch an den Technischen Hochschulen, und in allen Büros und Baufirmen zu finden.
Die Idee, mit der er und seine engsten Kollegen nicht nur das restliche Zweidrittel der Lehrenden in Minden als Autoren, sondern, wie sich nach Erscheinen des Buches zeigte, auch die gesamte Fachwelt überzeugte, war einzigartig: Neben den bisher vorhandenen umfänglichen wissenschaftlichen Werken von Professoren der Technischen Hochschulen sollte ein kurz gefasstes Buch erscheinen, das zu jedem Thema oder Nachweisverfahren mit einem einfachen Beispiel aus der Praxis bestückt ist. Der Erfolg war umwerfend, nachdem Schneider als Herausgeber mit dem Verleger Otto Werner (Werner-Verlag Düsseldorf) und unter Ansporn der Kollegen der Architektur und des Bauingenieurwesens die Kompetenzen zueinander geführt hatte. Die Schneider-Bautabellen waren 1974 geboren und sind bis heute das meist benutzte Standardwerk, das jedem Bauingenieur bekannt ist: Die Schneider Bautabellen. Dieses Buch geht auf die Ingenieurschule in Minden, dem heutigen Campus Minden der Fachhochschule Bielefeld zurück, an der Klaus-Jürgen Schneider als Herausgeber und Autor der Bautabellen von 1974 bis 2004 lehrte.
Klaus-Jürgen Schneider hatte ein Gespür dafür, zu erkennen, welche Themen und Bücher in der Praxis benötigt und gut nachgefragt würden. Er hatte die Fähigkeit, die gewonnenen Autoren zu motivieren, sich bei der Ausarbeitung ihrer Bücher äußerste Mühe zu geben. Er war offen für alle Fachrichtungen – seinerzeit wurden die beiden Fachbereiche Architektur und Bauingenieurwesen zu einem gemeinsamen Fachbereich zusammengelegt. Mit dem Architekten-Kollegen Wiethüchter hat er in der gemeinsamen Lehre zur Baukonstruktion den Gedanken des Integralen Bauens geprägt und umgesetzt.
Mit dem Rückenwind der Bautabellen reiste Schneider unermüdlich durch die Republik und machte den Standort Minden überall bekannt.
Seine Reisetätigkeiten beschränkten sich aber nicht nur auf die Bundesrepublik. Ideologiefrei und ohne Berührungsängste zu seinen Kollegen in der DDR, knüpfte er auch in diesem Teil Deutschlands Kontakte zu seinen Fachkollegen. Dies gipfelte in der fruchtbaren Zusammenarbeit mit der in Ernstthal (DDR) geborenen Bauingenieurin und Fachjournalistin Doris Greiner-Mai. Im Ostberliner „Verlag für Bauwesen“ erarbeitete er zusammen mit Greiner Mai und zwei Leipziger Autoren Anfang der 1980er Jahre ein zweibändiges Lehr- und Fachbuch zum Stahlbeton in Berechnungsalgorithmen nach den geltenden DIN-Vorschriften, das vom Werner-Verlag vertrieben wurde. So verfügte Schneider durch häufige „unkonventionelle“ Autorentreffen in Berlin und während der Leipziger Buchmesse immer über einen „heißen Draht“ zu seinen Wissenschaftskollegen in der DDR, der natürlich nach dem Mauerfall quasi auf Augenhöhe bestehen blieb und fortgesetzt wurde
Schneider war 1987 Mitbegründer des BAUFORUM MINDEN und für das jährliche Vortragsprogramm zuständig. In gewisser Weise war er dadurch sogar an der Gestaltung der neuen Glacis-Weserbrücke beteiligt: Nachdem er 1994 seinen Freund aus der Berliner Assistenzzeit, Jörg Schlaich, zu einem Fachvortrag über leichte weitgespannte Tragkonstruktionen im Rahmen des BAUFORUM eingeladen hatte, wurde Schlaich von der Stadt Minden in die Planung der neuen Glacis-Weserbrücke mit Entwurf und Realisierung als leichte, transparente Hängebrücke einbezogen.
Nach seiner Pensionierung zog Schneider sich etwa zeitgleich mit dem Verleger Otto Werner aus dem Werner-Verlag zurück und gründete 1999 seinen eigenen Verlag. Der Bauwerk Verlag Berlin editierte mit ihm als geschäftsführendem Gesellschafter und unermüdlichem Motor sowie seinem Partner – Ernst Karl Schneider (1939–2010), dem ehemaligen Geschäftsführer des Verlags Ernst & Sohn – praxisorientierte Fachbücher auf dem Gebiet des Bauingenieurwesens. 2011 brachte Klaus-Jürgen Schneider den Bauwerk Verlag in den Beuth Verlag ein; auch in diesem Rahmen engagierte er sich mit verlegerischem Erfolg.

## Privates
Als großer Musikliebhaber und Geiger förderte er seine vier Kinder, so dass heute drei in hervorragenden Orchestern bis hin zu den Berliner Philharmonikern spielen.
Die letzten Jahre lebte Klaus-Jürgen Schneider wieder in Berlin, dem Sitz seines Verlages und des Beuth Verlages. Man traf ihn regelmäßig bei Tagungen und anderen Veranstaltungen des Bauwesens und auch bei seinen Besuchen am Fachbereich in Minden, seiner alten Lehranstalt.
Klaus-Jürgen Schneider starb am 21. Februar 2015 im Alter von 84 Jahren im Kreise seiner Familie.

## Schriften
- Schneider, K.-J.; Schweda, E.: Statisch bestimmte ebene Stabwerke. Teil 1. Werner-Ingenieur-Texte 1. Düsseldorf: Werner-Verlag 1970.
- Schneider, K.-J.; Schweda, E.: Statisch bestimmte ebene Stabwerke. Teil 2. Werner-Ingenieur-Texte 2. Düsseldorf: Werner-Verlag 1970.
- Schneider, K.-J.; Schweda, E.: Statisch unbestimmte ebene Stabwerke.  Werner-Ingenieur-Texte 3. Düsseldorf: Werner-Verlag 1973.
- Schneider, K.-J. (Hrsg.): Bautabellen mit Berechnungshinweisen und Beispielen. Werner-Ingenieur-Texte 40. 1. Auflage. Düsseldorf: Werner-Verlag 1974.
- Schneider, K.-J.; Kuhnke, H. (1986): Ermittlung der Wandmomente von Mauerwerkswänden nach DIN 1053 Teil 2 bei beliebigen Wanddicken und Geschosshöhen. In: Bautechnik, 63. Jg. (1986), H. 7, S. 229–232.
- Schneider, K. J.: Geschoßbauten mit großen Stützweiten und größeren Geschoßhöhen aus Mauerwerk. Modellberechnungen auf der Basis von DIN 1053 Teil 2. In: Bautechnik, 69. Jg., (1992), H. 6, S. 311–313.
- Schneider, K.-J.; Schneider, A.: Ringanker und Ringbalken aus bewehrtem Mauerwerk. In: Bautechnik, 70. Jg. (1993), H. 6, S. 330–332.
- Schneider, Klaus-Jürgen; Schubert, Peter; Wormuth, Rüdiger: Mauerwerksbau: Gestaltung, Baustoffe, Konstruktion, Berechnung, Ausführung. 6., neubearb. u. erw. Aufl. Düsseldorf: Werner-Verlag 1999.
- Rubin, Helmut; Schneider, Klaus-Jürgen: Baustatik: Theorie I. und II. Ordnung. 4., neubearb. u. erw. Aufl. Düsseldorf: Werner-Verlag 2002.
- Schneider, K.-J.: Mauerwerksberechnung – praxisnah und einfach. In: Mauerwerk, 11. Jg. (2007), H. 1, S. 63.
- Schneider, Klaus-Jürgen; Schubert, Peter: Mauerwerksbau kurz & bündig: Informationen für „Bauleute“. Berlin: Bauwerk Verlag 2010.
- Widjaja, Eddy; Holschemacher, Klaus; Schneider, Klaus-Jürgen: Baustatik – einfach und anschaulich: baustatische Grundlagen; Faustformeln; Wind- und Schneelasten nach Eurocode. 5., neubearb. u. erw. Aufl. Berlin: Beuth Verlag 2020.
- Widjaja, Eddy; Schneider, Klaus-Jürgen: Entwurfshilfen für Architekten und Bauingenieure, 2., neubearb. u. erw. Aufl. Berlin: Beuth Verlag 2013.
- Holschemacher, Klaus; Peterson Leif A.; Peters, Klaus; Thiele, Ralf; Purtak, Frank; Schneider, Klaus-Jürgen: Konstruktiver Ingenieurbau kompakt: Formelsammlung und Bemessungshilfen nach Eurocode. 5., aktualisierte Aufl. Berlin: Beuth Verlag 2016.

## Nachweise
1. ↑  Traueranzeige. (PDF) Börsenblatt, archiviert vom Original (nicht mehr online verfügbar) am 23. März 2015; abgerufen am 3. Januar 2020.  Info: Der Archivlink wurde automatisch eingesetzt und noch nicht geprüft. Bitte prüfe Original- und Archivlink gemäß Anleitung und entferne dann diesen Hinweis.
2. ↑  Schweda, Erwin: Festigkeitslehre. Werner-Ingenieur-Texte 4. Düsseldorf: Werner-Verlag 1976.
3. ↑  Kahlmeyer, Eduard: Stahlbau: Träger, Stützen, Verbindungen. Düsseldorf: Werner-Verlag 1984.
4. ↑  Kurrer, Karl-Eugen: Zur Entwicklungsgeschichte des deutschsprachigen Tabellenwerks im Bauingenieurwesen. In: Uta Hassler (Hrsg.): Der Lehrbuchdiskurs über das Bauen. vdf Hochschulverlag, Zürich 2015, ISBN 978-3-7281-3686-2, S. 262–281 (hier S. 278f.).
5. ↑  Doris Greiner-Mai: Klaus‐Jürgen Schneider verstorben., in Stahlbau, April 2015, S. 295
6. ↑  Klaus Peters: Nachruf: Prof. Dipl.-Ing. Klaus-Jürgen Schneider im Alter von 84 Jahren verstorben. FH Bielefeld, 16. April 2015, abgerufen am 3. Januar 2020.

| Personendaten    | Personendaten                              |
| ---------------- | ------------------------------------------ |
| NAME             | Schneider, Klaus-Jürgen                    |
| KURZBESCHREIBUNG | deutscher Bauingenieur und Hochschullehrer |
| GEBURTSDATUM     | 18. Dezember 1930                          |
| GEBURTSORT       | Güstrow                                    |
| STERBEDATUM      | 21. Februar 2015                           |
| STERBEORT        | Berlin                                     |